# Йоона Ветелі
Йоона Ветелі (фін. Joona Veteli, нар. 21 квітня 1995, Кемі) — фінський футболіст, півзахисник клубу «Ільвес» та молодіжної збірної Фінляндії.
Виступав також за клуб «Фредрікстад».

## Клубна кар'єра
У дорослому футболі дебютував 2011 року виступами за команду «Паллосеура Кемі Кінгс», у якій того року взяв участь у 2 матчах чемпіонату. 
Згодом з 2012 по 2016 рік грав у складі команд «ТП-47», «Яро» та «Паллосеура Кемі Кінгс».
Своєю грою за останню команду привернув увагу представників тренерського штабу клубу «Фредрікстад», до складу якого приєднався 2017 року. Відіграв за команду з Фредрікстада наступні два сезони своєї ігрової кар'єри. Більшість часу, проведеного у складі «Фредрікстада», був основним гравцем команди.
Протягом 2020—2023 років захищав кольори клубів «Ільвес» та «КуПС».
До складу клубу «Ільвес» приєднався 2024 року. Станом на 17 травня 2025 року відіграв за команду з Тампере 32 матчі в національному чемпіонаті.

## Виступи за збірну
У 2016 році залучався до складу молодіжної збірної Фінляндії. На молодіжному рівні зіграв у 4 офіційних матчах.